# طبرنة (قلورية)
طبرنة أو تفرنة هي بلدة وبلدة في مقاطعة قطنصار في منطقة كلبرية بإيطاليا . تقع عند سفح سلسلة جبال سيلة .